# Festus, a Poem
Festus, a Poem – utwór poetycki dziewiętnastowiecznego angielskiego poety Philipa Jamesa Baileya, będący opracowaniem wątku Fausta. Poemat został opublikowany po raz pierwszy w 1839. Później był wznawiany i poszerzany przez autora. Początkowo liczył około 22 tysięcy wersów, w jubileuszowym wydaniu z 1889 rozrósł się do około 40 tysięcy linijek. Został napisany wierszem białym, czyli nierymowanym pięciostopowym jambem.

This is to be a mortal and immortal!
To live within a circle, — and to be
That dark point where the shades of all things around
Meet, mix, and deepen. All things unto me
Shew their dark sides. Somewhere there must be light.
Oh! I feel like a seed in the cold earth;
Quickening at heart, and pining for the air.
Passion is destiny. The heart is its own
Fate. It is well youth's gold rubs off so soon.
The heart gets dizzy with its drunken dance,
And the voluptuous vanities of life
Enchain, enchant, and cheat my soul no more.
My spirit is on edge. I can enjoy
Nought which has not the honied sting of sin;